# Sándor Vajda
Szandor Ołeksandrowycz Wajda, ukr. Шандор Олександрович Вайда, węg. Sándor Vajda (ur. 14 grudnia 1991 w Mátészalka, Węgry) – ukraiński piłkarz pochodzenia węgierskiego, grający na pozycji pomocnika.

## Kariera piłkarska

### Kariera klubowa
Wychowanek Szkoły Sportowej w Wynohradowie, a potem Szkoły Sportowej w Użhorodzie, barwy której bronił w juniorskich mistrzostwach Ukrainy (DJuFL). 7 września 2008 rozpoczął karierę piłkarską w składzie Howerły Użhorod. Latem 2009 został wypożyczony na rok do drugoligowej Stal Dnieprodzierżyńsk. Po powrocie do Howerły nie był widziany przez trenera w pierwszym składzie dlatego potem grał w zespołach amatorskich, m.in. Beregvidek Berehowe. Na początku 2012 został zaproszony do beniaminka czeskiej 1.ligi FK Dukla Praga, ale grał tylko w drugiej drużynie. Latem 2012 został piłkarzem do Sławutycza Czerkasy. Podczas przerwy zimowej sezonu 2012/13 przeniósł się do klubu Naftowyk-Ukrnafta Ochtyrka. 20 listopada 2014 otrzymał status wolnego agenta. 23 lutego 2015 podpisał kontrakt z węgierskim Balmazújvárosi FC. 13 czerwca 2018 zmienił klub na Mezőkövesdi SE.

## Sukcesy i odznaczenia

### Sukcesy klubowe
Howerła Użhorod
- mistrz Pierwszej Ligi: 2008/09